# St. Salvator mundi (Oberohrn)

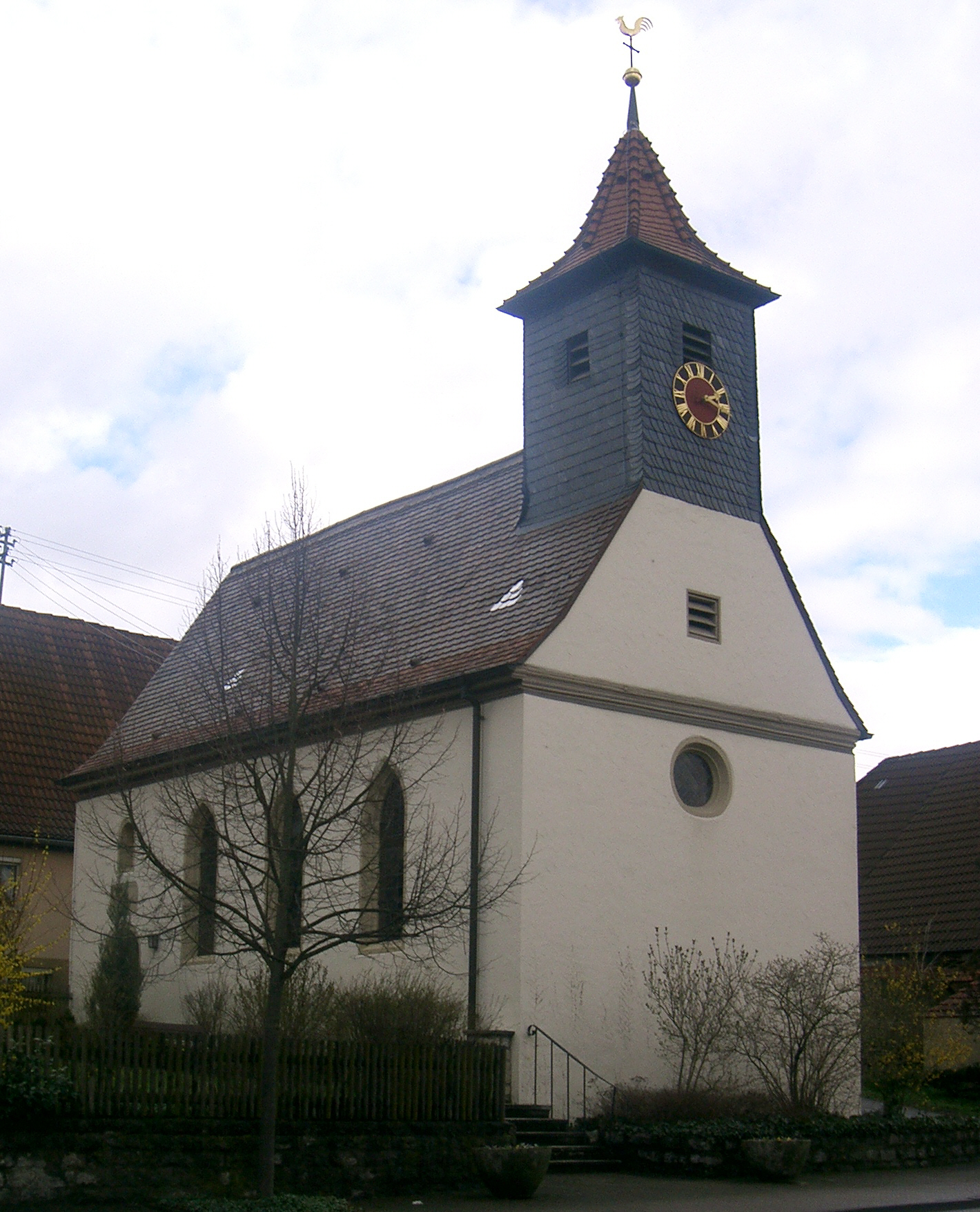
St. Salvator mundi in Oberohrn

Die evangelische Kapelle St. Salvator mundi steht in Oberohrn, einem Ortsteil der Gemeinde Pfedelbach im Hohenlohekreis in Baden-Württemberg. Das Bauwerk ist beim Landesamt für Denkmalpflege Baden-Württemberg als Baudenkmal eingetragen. Die Kirchengemeinde gehört zum Kirchenbezirk Öhringen der Evangelischen Landeskirche in Württemberg.

## Beschreibung
Die barocke Kapelle wurde 1688 unter Verwendung von Teilen des im Kern romanischen Vorgängerbaus errichtet. Sie besteht aus einem Langhaus, auf dessen Satteldach sich im Osten ein schiefergedeckter Dachreiter erhebt, der die Turmuhr und den Glockenstuhl enthält und mit einem Pyramidendach bedeckt ist. 
Zur Kirchenausstattung gehören ein spätgotischer Altar, dessen Schrein von Statuen aus dem 15. Jahrhundert flankiert wird, und eine Pietà.